# 变色络石
变色络石（学名：Trachelospermum jasminoides var. variegatum）是夹竹桃科络石属络石的变种。分布于中国大陆的广东等地，目前尚未由人工引种栽培。